# Volker Kutscher
Volker Kutscher (Lindlar, 26 dicembre 1962) è uno scrittore tedesco autore di romanzi polizieschi.

## Biografia
Nato a Lindlar nel 1962, vive a Colonia.
Dopo gli studi di lingua e letteratura tedesca, filosofia e storia, ha lavorato come giornalista prima d'intraprendere la carriera di scrittore.
È principalmente noto per la serie di romanzi avente per protagonista il commissario Gereon Rath ambientata a Berlino tra gli anni venti e trenta, romanzi che, nel 2017, hanno ispirato la serie TV Babylon Berlin.
Nel 2010 ha ottenuto il Burgdorfer Krimipreis grazie al romanzo La morte non fa rumore.

## Opere principali

### Serie Commissario Gereon Rath
- Der nasse Fisch. Gereon Raths erster Fall (2007)
  - Il pesce bagnato, Milano, Mondadori, 2010 traduzione di Palma Severi e Rosanna Vitale ISBN 978-88-04-59558-8.
  - Babylon-Berlin, Milano, Feltrinelli, 2017 traduzione di Palma Severi e Rosanna Vitale ISBN 978-88-07-03266-0.
  - Ombre su Berlino. Le indagini di Gereon Rath. 1, Milano, Feltrinelli, 2022 traduzione di Palma Severi e Rosanna Vitale ISBN 978-88-07-89659-0.
- La morte non fa rumore (Der stumme Tod. Gereon Raths zweiter Fall, 2009), Milano, Feltrinelli, 2018 traduzione di Lucia Ferrantini ISBN 978-88-07-03316-2.
- Goldstein (Goldstein. Gereon Raths dritter Fall, 2010), Milano, Feltrinelli, 2019 traduzione di Lucia Ferrantini ISBN 978-88-07-03369-8.
- Il tempio del piacere (Die Akte Vaterland. Gereon Raths vierter Fall, 2012), Milano, SEM Società Editrice Milanese, 2022 traduzione di Marina Pugliano e Valentina Tortelli ISBN 978-88-93904-34-6.
- Berlino brucia (Märzgefallene. Gereon Raths fünfter Fall, 2014) Milano, SEM Società Editrice Milanese, 2023 traduzione di Emilia Benghi e Cristina Vezzaro ISBN 978-88-93-90540-4.
- Lunapark. Gereon Raths sechster Fall (2016)
- Moabit (2017)
- Marlow. Der siebte Rath-Roman (2018)
- Olympia (2020)
- Transatlantik (2022)
- Rath (2024)

## Televisione
- Babylon Berlin serie TV (2017-in corso) (autore del soggetto)

## Premi e riconoscimenti
- Burgdorfer Krimipreis: 2010 per La morte non fa rumore